# Nikifor (Psichludis)
Nikifor, imię świeckie Konstandinos Psichludis – duchowny prawosławny w jurysdykcji Patriarchatu Konstantynopola, od 2014 tytularny biskup Amorionu. Obecnie pełni funkcję ihumena stauropigialnego monasteru Wladaton w Salonikach.

## Życiorys
Święcenia diakonatu przyjął w 1970, a prezbiteratu w 1974. Chirotonię biskupią otrzymał 14 stycznia 2014.